# Marija Larina
Marija Wiktoriwna Larina (ukrainisch Марія Вікторівна Ларіна; englisch Mariya Larina; * 4. August 2004) ist eine ukrainische Leichtathletin, die sich auf das Kugelstoßen spezialisiert hat.

## Karriere
Erste internationale Erfahrungen sammelte Marija Larina im Jahr 2021, als sie bei den U20-Europameisterschaften mit einer Weite von 13,68 m in der Qualifikationsrunde ausschied. Anschließend gewann sie bei den U18-Balkan-Meisterschaften in Kraljevo mit 15,51 m mit der leichteren 3-kg-Kugel die Silbermedaille. Im Jahr darauf verpasste sie bei den U20-Weltmeisterschaften in Cali mit 13,57 m den Finaleinzug und 2023 wurde sie bei der 2. Liga der Team-Europameisterschaft im Rahmen der Europaspiele in Chorzów mit 13,30 m 13. Anschließend belegte sie bei den U20-Europameisterschaften in Jerusalem mit 14,39 m den siebten Platz.
2023 wurde Larina ukrainische Hallenmeisterin im Kugelstoßen.

## Persönliche Bestleistungen
- Kugelstoßen: 14,90 m, 23. Mai 2022 in Elbasan
  - Kugelstoßen (Halle): 15,15 m, 6. Januar 2023 in Kiew